# Іва Ландека
Іва Ландека (хорв. Iva Landeka, народилася 3 жовтня 1989 в Посушьє, СФР Югославія) — хорватська футболістка боснійського походження, півзахисниця шведського клубу «Русенгорд» і збірної Хорватії.

## Кар'єра

### Клубна
Іва Ландека народилася 1989 року. Вона з дитинства відвідувала школу клубу «Динамо Максимір». А дебютувала в основному складі клубу в 2005 році.
28 січня 2008 року в зимове трансферне вікно перебралася до австрійського клубу «Санкт-Вайт», за який провела 13 матчів і забила 7 голів. У серпні того ж року залишила «Санкт-Вайт» і перейшла до «Келаг Кернтен». 8 лютого 2011 року Іва покинула Австрію і перейшла у стан чемпіонок Польщі — команду «Унія» з Рацибужа, з якою зіграла в Лізі чемпіонів УЄФА. 21 січня 2012 року Ландека перейшла до німецького клубу «Ієна», дебютувавши у матчі 12-го туру Бундесліги проти «Вольфсбурга», який завершився розгромною поразкою «Ієни» з рахунком 0:7.

### У збірній
У збірній Хорватії Іва Ландека провела 45 ігор і забила 4 голи.

## Родина
В сім'ї Іви також є футболісти: рідний брат Давор Ландека, гравець швейцарського «Грассхопперс», і двоюрідний брат Йосип Ландека, гравець німецького «Хемніцера».